# Chartreuse des Écouges
La Chartreuse Notre-Dame des Écouges, en latin : Domus Excubiarium, ou Notre-Dame-des-Surveillants est un ancien monastère de l'ordre des Chartreux qui a été fondé en 1116 (ou en 1114) en Dauphiné de Viennois, aujourd'hui en Isère, dans le massif du Vercors, sur le territoire de la commune de Saint-Gervais à quelques kilomètres au nord du col de Romeyère.
Cette maison a été fondée trente-deux ans après la maison-mère de cette congrégation de moines-ermites installée, non loin de Grenoble, dans le monastère de la Grande Chartreuse.
Les ruines de l'ancien monastère , notamment son église conventuelle située, historiquement, à proximité de l'ancienne Maison-Haute, sont encore visibles dans le secteur de la haute vallée de la Drevenne dominée par le Banc de l'Ours et les rochers de Cumacle aux limites des communes de Saint-Gervais, de Rovon et d'Autrans-Méaudre en Vercors.
Cet établissement religieux fut, avec celle du val Sainte-Marie à Bouvante, dans la Drôme une des deux seules chartreuses avoir été installée dans le périmètre massif du Vercors. La maison des Écouges reste cependant la seule de l'ordre à avoir été construite en altitude dans ce massif préalpin, rendant son accès très difficile en hiver.
L'emplacement malaisé de ce monastère cartusien finira, d'ailleurs, par entraîner son abandon par les moines en 1391, soit moins de trois siècles après son ouverture.
Les ruines de cet ancien ensemble religieux (protégé depuis 2007 par un immense abri de 80 mètres de côté) et le territoire de l'ancien domaine des Écouges, reclassé en zone naturelle sensible, appartiennent au conseil départemental de l'Isère depuis 2003.

## Localisation et accès

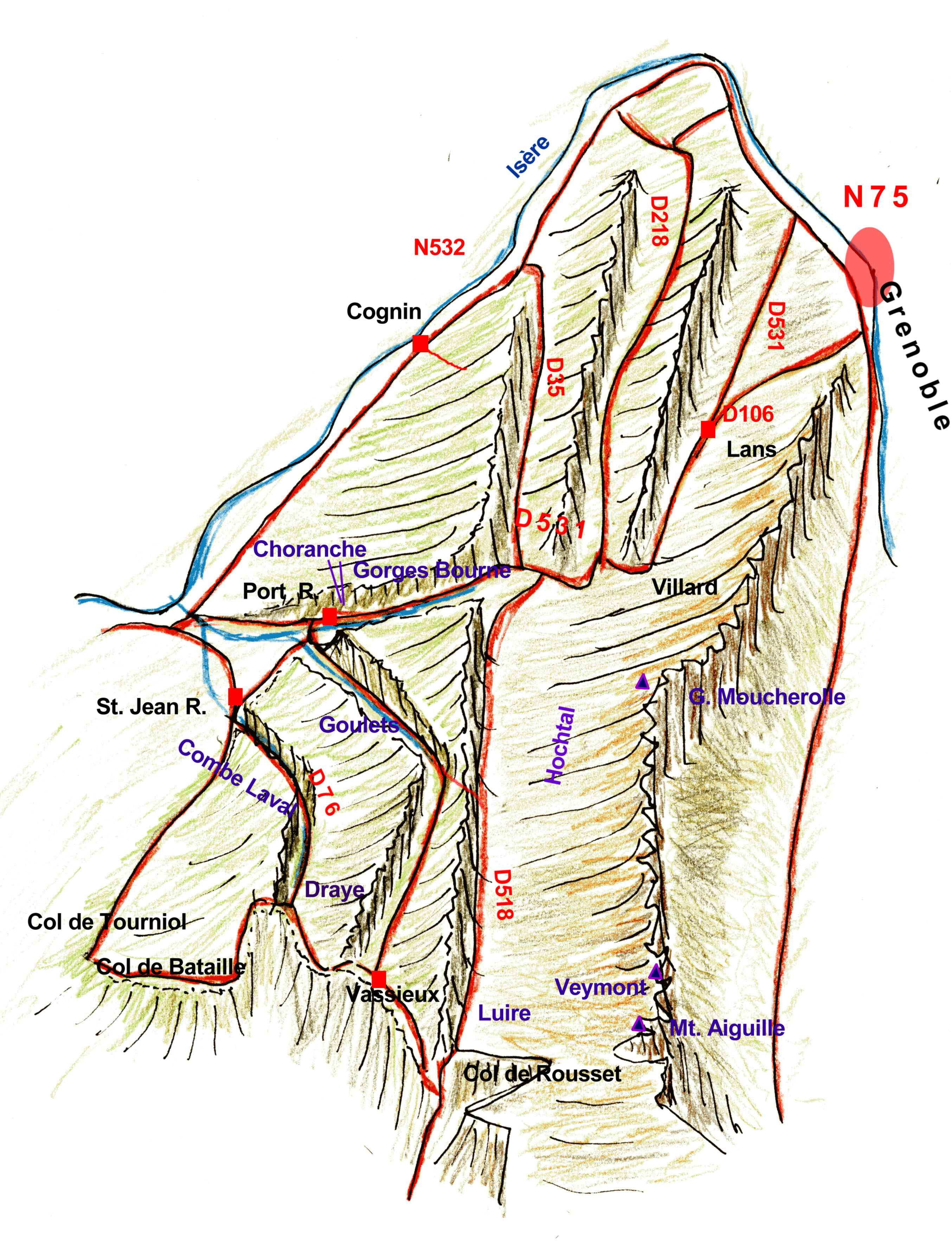
Carte du Vercors.
La RD35 et sillon de la Drevenne sont visibles au nord-ouest du plan.

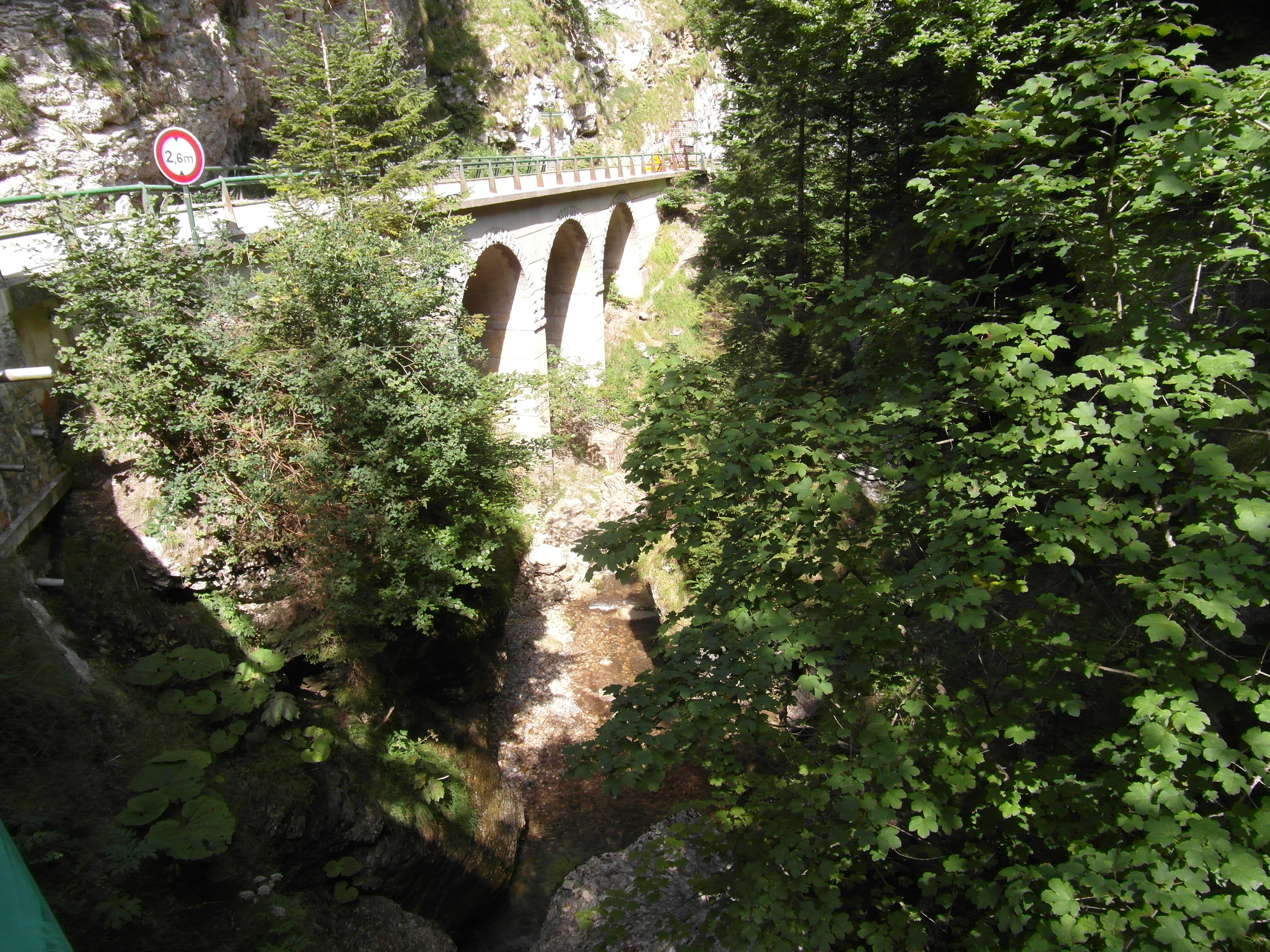
Route du canyon des Écouges (RD35) à proximité de la chartreuse.

### Localisation
Les ruines de la chartreuse des Écouges sont situées à  environ 975 mètres d'altitude à proximité du canyon des Écouges qui marque le rebord occidental d'un haut plateau dépendant du territoire de la commune de Saint-Gervais et dont le bourg central est situé, en contrebas, dans la vallée de l'Isère. La Drevenne, petit torrent du massif du Vercors s'écoule au pied des anciens bâtiments et marque la limite communale avec Rovon.
Le domaine dans lequel se situe l'ancienne chartreuse est situé depuis 2002 dans l'Espace naturel sensible des Écouges. Celui-ci s'étend sur 918 ha, entièrement situé dans une zone de moyenne montagne.

### Accès routier
La route départementale 35 (RD 35) est la seule route carrossable qui permette de rejoindre le secteur de la chartreuse des Écouges (parking), à partir des communes de Saint-Gervais (par le nord) et de Rencurel (par le sud).
Le site n'est desservi par aucune ligne de transport en commun au niveau local ou départemental. La gare ferroviaire la plus proche est celle de Vinay, située à environ 15 kilomètres.
L'autoroute la plus proche du site est l'A 49 et la sortie de cette voie autoroutière desservant le secteur est l'échangeur:

 10 Vinay de l'autoroute A49.

#### Par la vallée de l'Isère (Grenoble et Saint-Gervais)
Les ruines de l'ancien monastère cartusien sont accessibles par le bourg de Saint-Gervais, traversée par la route départementale 532. Au carrefour de cette route et de la RD 35 en venant de Valence et de la RD 35C en venant de Grenoble, un panneau routier indique la direction du Col de Romeyère et des Coulmes. En parvenant dans le bourg, un nouveau panneau indique la même direction avec l'ajout du nom de la commune de Rencurel. Il s'agit d'une route très étroite, difficile d'accès aux gros véhicules et présentant de nombreux virages. Au bout de quelques kilomètres, après avoir traversé un tunnel, la route parvient au parking du canyon des Écouges.

#### Par le Vercors (Villard-de-Lans et Rencurel)
Une autre route permet de rejoindre le site. À partir de Villard-de-Lans et du centre du massif du Vercors, il s'agit de la route départementale 531. Au carrefour de la route de la RD 35 en venant de Villard ou de Pont-en-Royans, un panneau routier indique la direction de Rencurel. La route monte ensuite vers le col de Romeyère puis continue vers le parking du canyon des Écouges.

### Accès piétonnier
Les ruines de la Maison-Haute et de son église sont accessibles depuis un parking réservé aux véhicules à moteur situé au lieu-dit Pont Chabert, situé au bord du torrent de la Drevenne, en amont du canyon des Écouges et du tunnel éponyme. Il n'y a pas de possibilité d'accéder au site pour les personnes à mobilité réduite (sauf portage).
Deux moyens d'accès (uniquement à pied)
1. Au niveau du parking, un panneau situé au débouché d'un petit escalier forestier indique un passage plus direct vers l'ancienne chartreuse. Au bout de 800 mètres de montée, un modeste sentier balisé, d'accès assez difficile, permet d'accéder à un chantier de fouille (site soumis à restriction) qui a permis de mettre au jour les fondations de l'église médiévale de la chartreuse et de son autel, rares vestiges encore visibles et protégés des intempéries par un grand abri installé par le propriétaire des lieux, le département de l'Isère [6].
2. À l'entrée de ce même parking, un grand chemin forestier, lui aussi piétonnier, mais utilisé par les véhicules autorisés (ONF) débute face à une cabane forestière construite en rondins et s'élève en direction de la ferme du Rivet. Au bout d'un kilomètre, un panneau indique, sur la droite, la direction de la chartreuse et permet d'emprunter un sentier plus modeste. Après avoir longé une cascade dite des tufs, ce sentier balisé serpentant dans les bois permet d'accéder au site au même niveau que le sentier décrit précédemment.

Différentes vues des voies d'accès vers la Chartreuse des Écouges
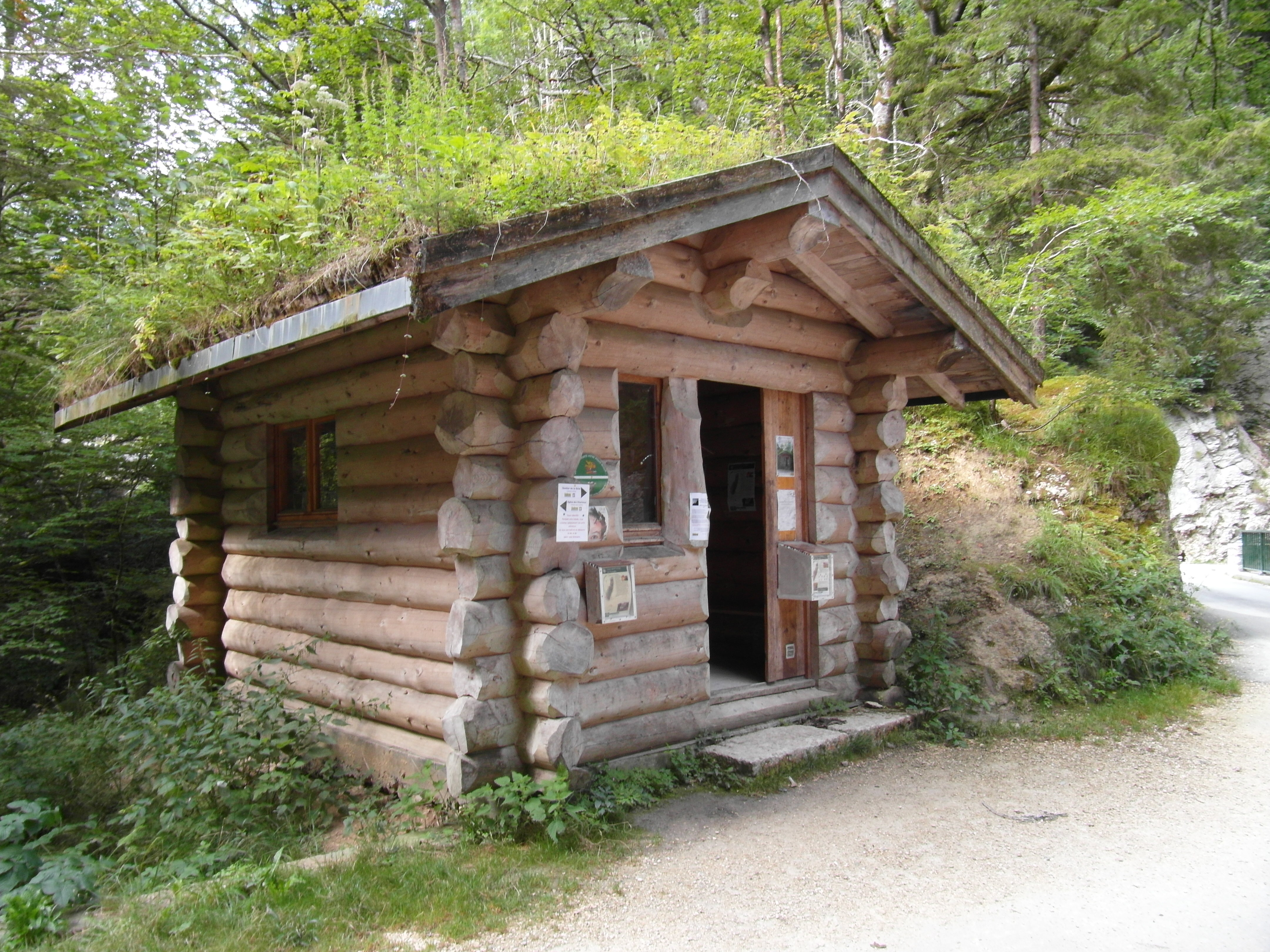
Cabane du pont Chabert à l'entrée du parking des véhicules.
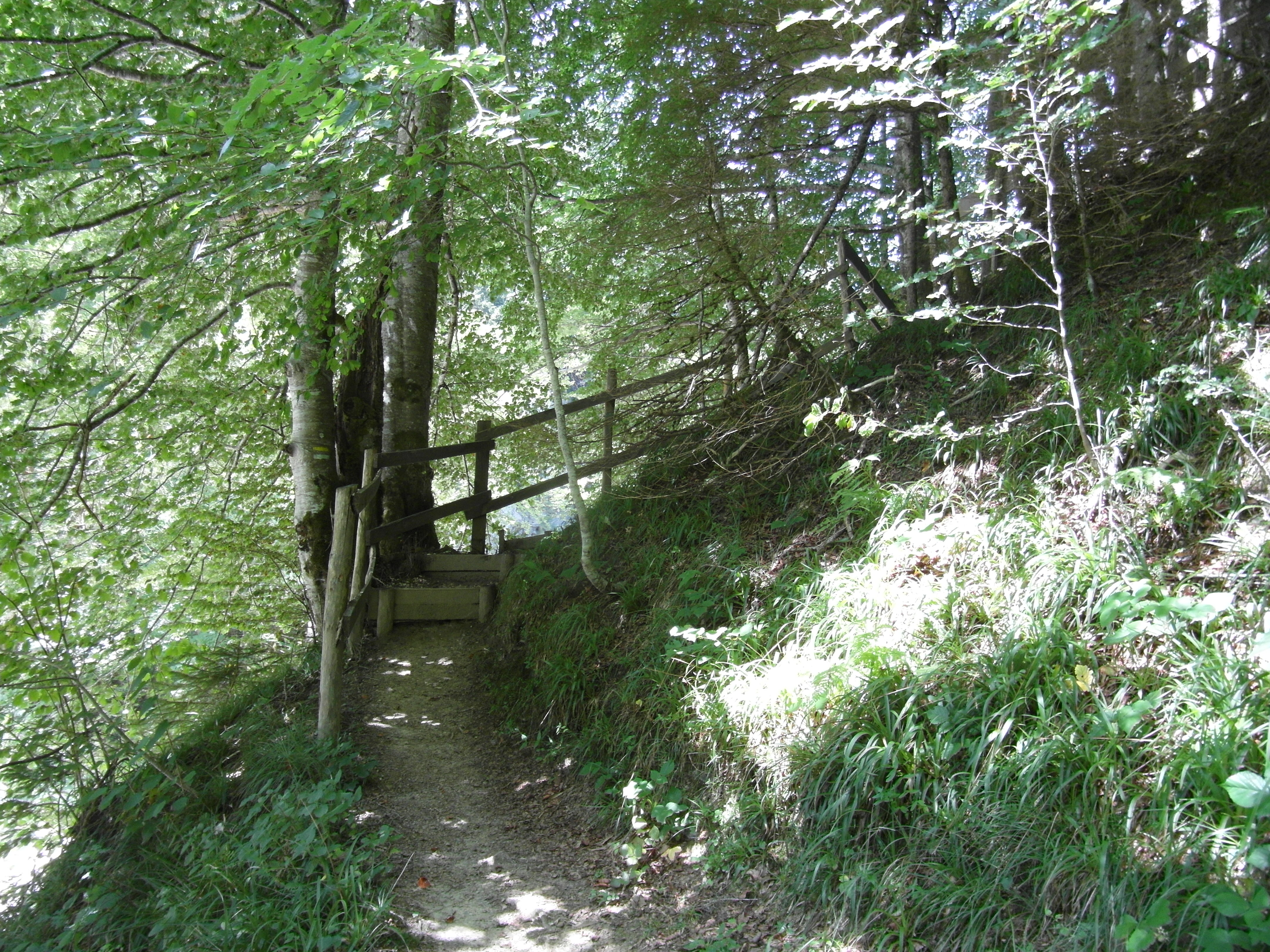
Escalier forestier menant à la chartreuse depuis le parking.
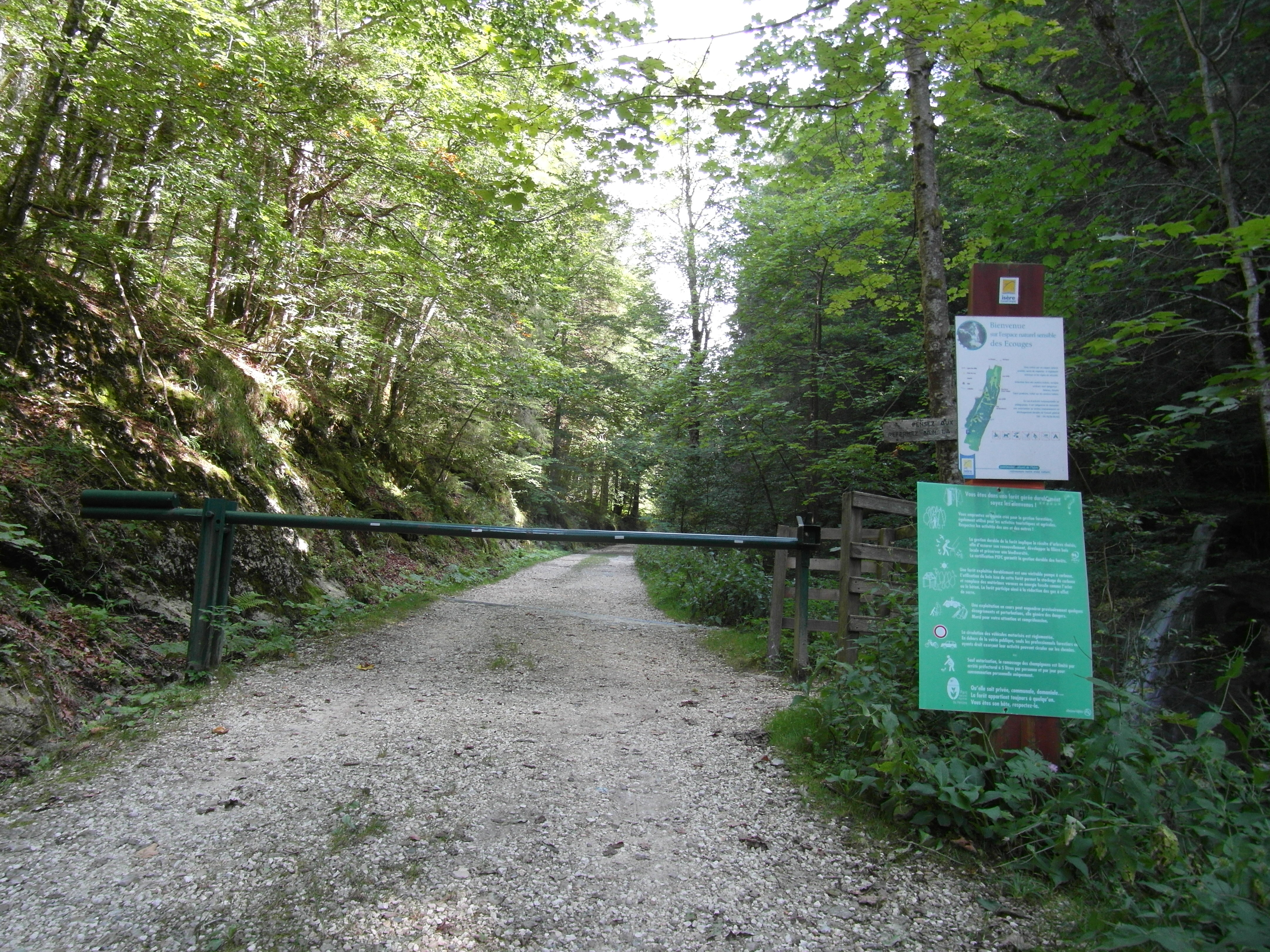
Chemin forestier secondaire menant la chartreuse.
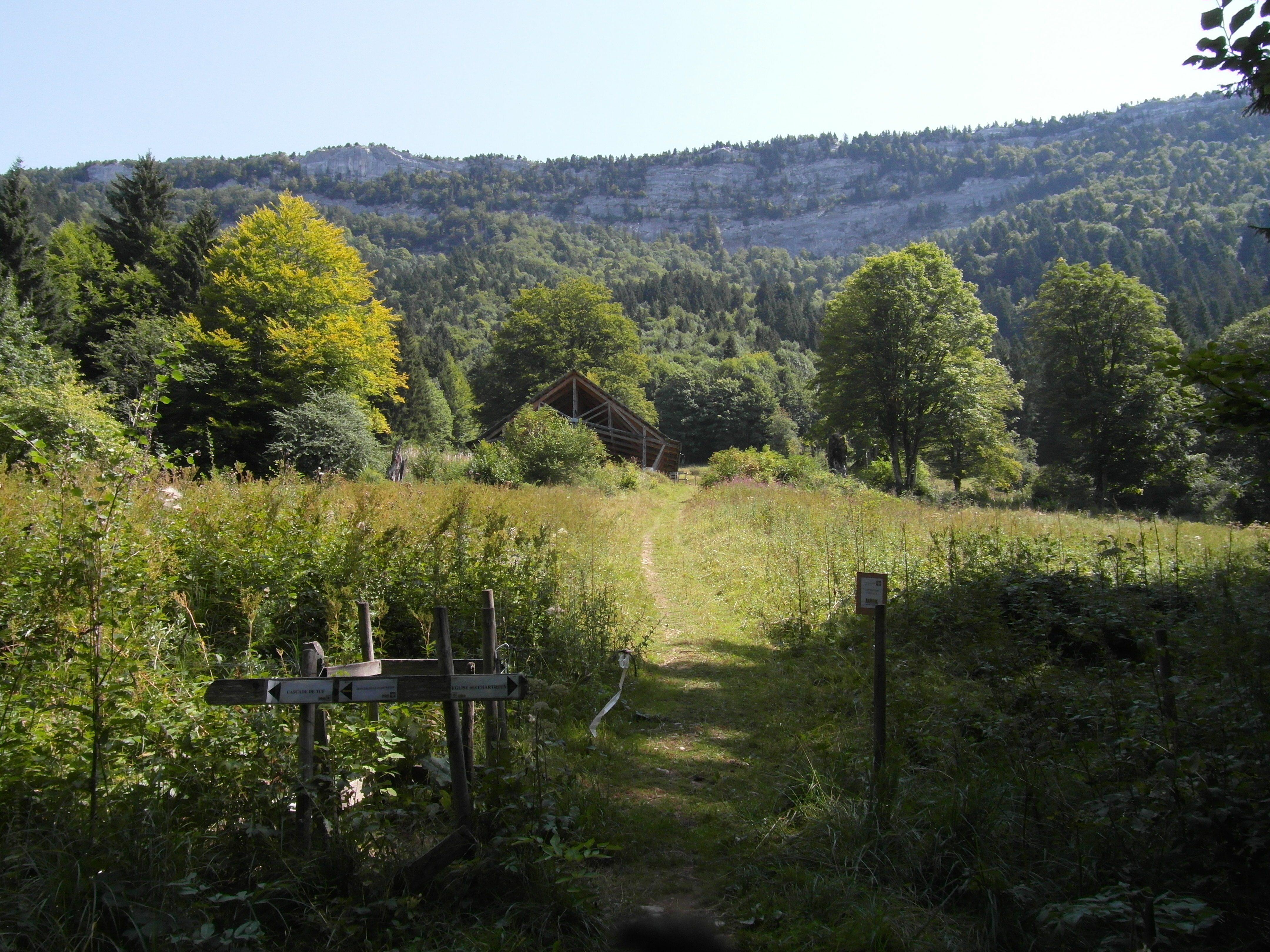
Sentier d'accès à l'église des chartreux (au fond).

## Étymologie
Chartreuse des Écouges : en latin : Domus Excubiarium.
Selon  la revue linguistique suisse dénommée les Cahiers Ferdinand de Saussure, le mot écouges est une évolution du terme Excubiae ou Excubia, signifiant  « poste de veilleur ». Cette revue fait d'ailleurs référence, de façon explicite, au site des Écouges et dont le principal est extrait, ci-dessous :

## Histoire

### Origine des Chartreux

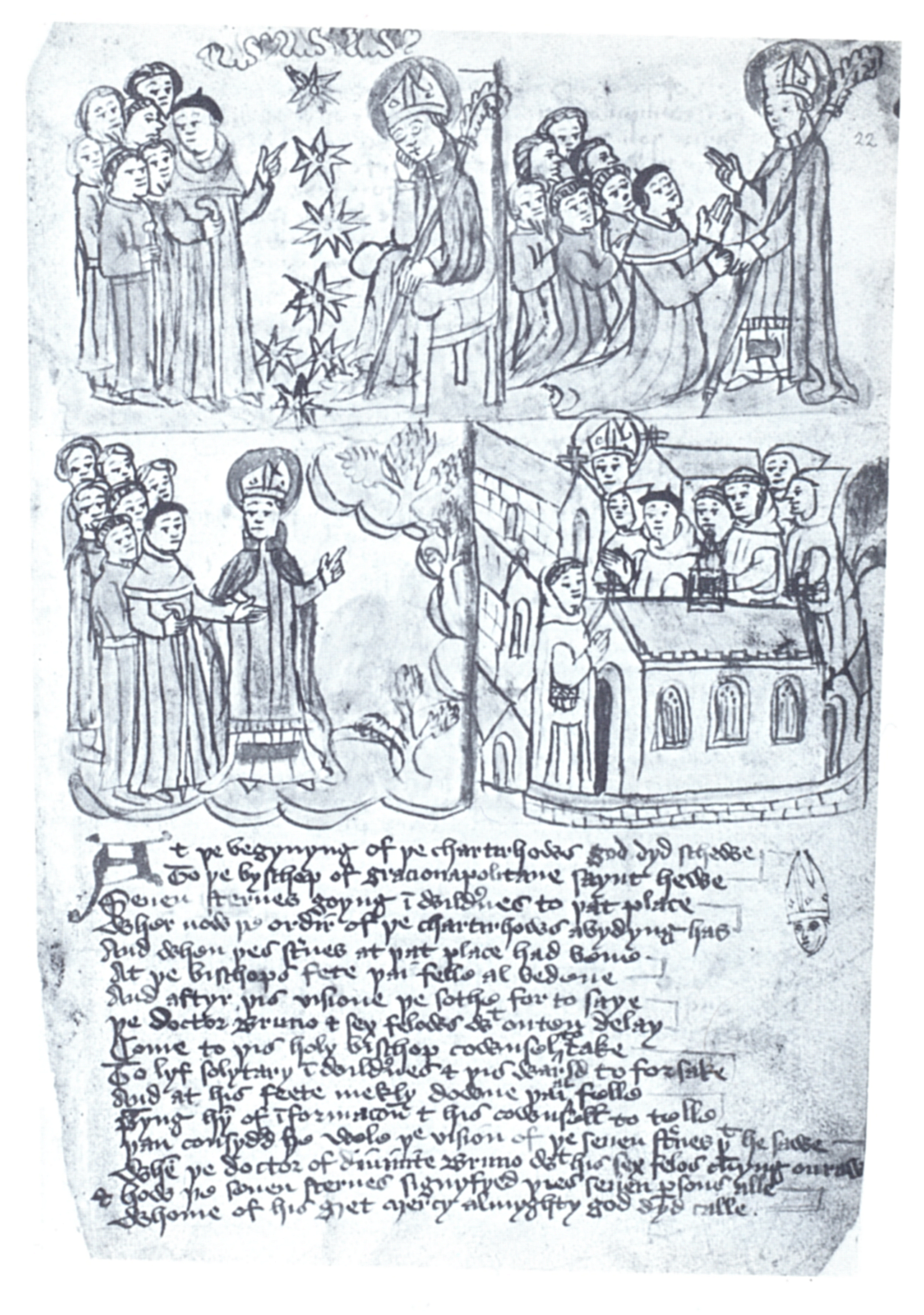
Bruno et ses six compagnons devant l'évêque saint Hugues de Grenoble (manuscrit du XVe siècle).

L'histoire de l'ordre des Chartreux commence en 1084, soit trente-deux ans avant la fondation de la maison des Écouges, avec la fondation du premier monastère dans le massif montagneux de Chartreuse, au-dessus de Grenoble en Dauphiné, par saint Bruno dit Bruno le Chartreux, écolâtre de Reims et Allemand originaire de Cologne et six compagnons (Lanuin, Hugues le Chapelain, Étienne et Étienne, ainsi que deux laïcs : André et Guérin) qui fondèrent ensemble la communauté de la Grande Chartreuse, maison-mère de l'ordre cartusien.
La première communauté cartusienne était majoritairement composée de clercs séculiers et de chanoines réguliers dont deux chanoines réguliers de ordre de Saint-Ruf. Aucun des premiers compagnons de saint Bruno n'était donc moine et l'esprit de la première communauté, comme sa liturgie, fut inspirée de la Règle de saint Augustin, adaptée aux besoins et à la vie semi-érémitique de la nouvelle fondation.

#### Fonctionnement et coutumes
La vie, les coutumes et l'histoire de l'ordre sont indissociables de celles de sa maison-mère, le monastère de la Grande Chartreuse situé dans les environs de Saint-Pierre-de-Chartreuse dans le département de l'Isère en France. Le prieur, chef de l'ordre, et la communauté jouent un rôle fondamental dans la vie et l'évolution de l'ordre. Le Père général est son supérieur. Jusqu'à une période relativement récente, la communauté de Chartreuse ne faisait pas l'objet de visites canoniques.
Au moment de la fondation des premières chartreuses, à l'instar de celle des Écouges, l'Ordre proposait déjà une sorte de synthèse entre les deux principaux modes de vie monastique avec d'un côté, une maison dite « haute » (le monastère, proprement dit) des pères vivant essentiellement en ermites contemplatifs dans leurs cellules avec jardinets et de l'autre, une maison basse, dite « correrie » gérée par des frères convers, organisés en communauté et chargés des tâches matérielles, recevant fournisseurs et visiteurs étrangers non autorisés à se rendre dans le prieuré.

### Fondation du monastère

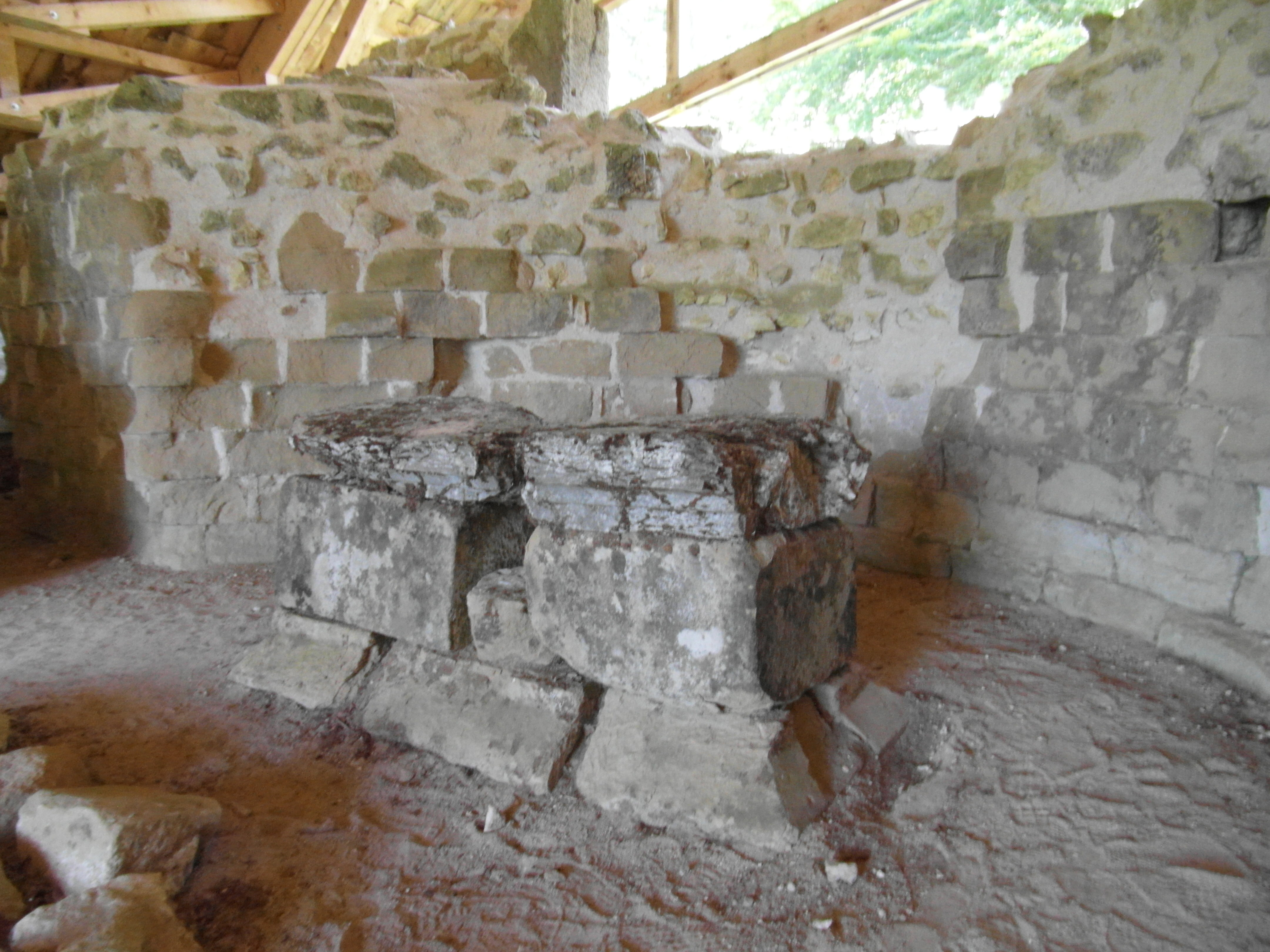
Ruines de l'autel de l'église en août 2017.

Selon l'ouvrage de Patrick Ollivier-Elliot dénommé Vercors safari-patrimoine, Reynaud de Lans et son frère le chanoine Guigues offrirent les terres des Écouges au monastère de Sainte-Croix-de-Quint en 1104. L'acte de cession indique que ce lieu était déjà occupé et voué à la Vierge Marie.
En 1116, soit trente-deux ans après la Grande Chartreuse, le monastère de Sainte-Croix, desservi par les chanoines réguliers de l’Abbaye Saint-Ruf de Valence offrit le site des Écouges à « des frères ermites », sous l'autorité de l'évêque de Grenoble, l'acte de mentionnant pas le nom de l'ordre concerné. Pourtant, selon Patrick Ollivier-Elliot, c'est durant cette même année que ces frères ermites demandèrent à être rattachés à l'ordre religieux contemplatif à vœux solennels, de type semi-érémitique des Chartreux. Le monastère de la Grande Chartreuse, situé dans le massif de la Chartreuse envoya dès lors quelques moines de l'ordre, mené par Dom Soffred, premier prieur, rejoindre l'établissement des Écouges.
En 1139, Dom Sofred fait consacrer l'autel de cette nouvelle chartreuse à la Vierge Marie et à saint Jean-Baptiste en présence de trois mille personnes, chiffre considérable quand on connaît le lieu, dont Hugues II, évêque de Grenoble et Ulric, évêque de Die,.
Le monastère proprement dit dénommé « Maison Haute » fut installé, dès cette époque sur un replat dominant la Drevenne. Le lieu comprenait une église, un cloître et ses cellules monacales se présentant sous la forme de petites maisons avec leur jardinet selon les règles de l'organisation cartusienne. La « Maison Basse », également dénommée correrie dans la dénomination cartusienne était logiquement située en contrebas des lieux où s'imposait le silence, à plus de 750 mètres.

### Tentatives d'extension
Au tournant du XIIe siècle, les chartreux obtiennent le droit de conduire en hiver leurs troupeaux jusqu'à la paroisse de Sérézin-de-la-Tour
Cependant, le domaine alloué au monastère étant assez réduit, les moines tentèrent d'étendre celui-ci, notamment vers Rencurel, situé plus au sud, mais ils se heurtèrent à une forte opposition, notamment des paysans et du seigneur des lieux. En 1193, à l'occasion de représailles, la grange de Touron, appartenant à l'ordre monastique et située entre les Écouges et le bourg de Rencurel fut brûlée.
Malgré cet incident, les chartreux continuèrent leur extension territoriale au cours du XIIIe siècle, notamment dans le secteur de la forêt des Coulmes et de Malleval-en-Vercors. C'est à cette même époque que les climatologues estiment le début du petit âge glaciaire ; une certaine rigueur du climat se fait donc ressentir plus nettement dans ce monastère situé en altitude et soumis à des vents du nord-ouest froids et humides dénommés dans le massif sous le terme de traverses. De plus, le sol de nature molassique de combe de la Drevenne, située au-delà du col de Romeyère entretient l'humidité. La vie commence donc à devenir de plus en plus difficile pour les religieux pères et frères.

### Abandon du site par les chartreux
En 1294, par la voix du prieur Guido, les pères demandent, au chapitre général, une première fois à quitter la vallée (pour le site de Revesty, appartenant au prieuré et situé en la paroisse de Saint-Joseph-de-la-Rivière), en raison de chutes de neige abondantes. La Grande Chartreuse autorise l'abandon des Écouges, mais le monastère n'est définitivement abandonné qu'en 1391 et la communauté se disperse sur d'autres sites. La grange de Revesty est à la même époque transformée en prieuré, en latin : Domus Revesti, avec une église, mais avec un nombre limité de moines. La maison continue de péricliter.

### Tentative de reprise par les chartreusines
Les moniales chartreuses ou chartreusines de Parménie, dont le monastère situé près de Tullins, aujourd'hui, en Isère, est victime des exactions de bandes de routiers connues sous le nom de grandes compagnies et qui écument la France à cette époque quittèrent en hâte leur couvent pour venir s'installer aux Écouges en 1396.
Jean de Berry est nommé vicaire des moniales de Parménie, et recteur des Écouges. Les moniales sont contraintes de vivre dans des bâtiments inadaptés à leur vie régulière. Cependant, cette décision est somme toute logique : les moniales trouvent refuge dans une chartreuse mieux protégée face au péril des Albigeois. Elle offrait la protection des forteresses de Saint-Quentin, Tullins et du château de Châteauneuf de l'Albenc. De plus la chartreuse bénéficie de la barrière naturelle de l’Isère, et son implantation au milieu d’un massif rocheux la rend difficile d’accès.
Le froid et la neige eurent, là aussi, autant raison des femmes qu'ils eurent raison des hommes, et les chartreusines finirent par abandonner très rapidement les lieux avant la fin de l'hiver de l'année suivante pour gagner la vallée puis la chartreuse de Prémol, située dans la chaîne de Belledonne.
Malgré les tentatives de l'ordre pour garder le monastère et les terres s'y rapportant, l'ensemble fut transféré à la papauté en 1422.

### Époque moderne

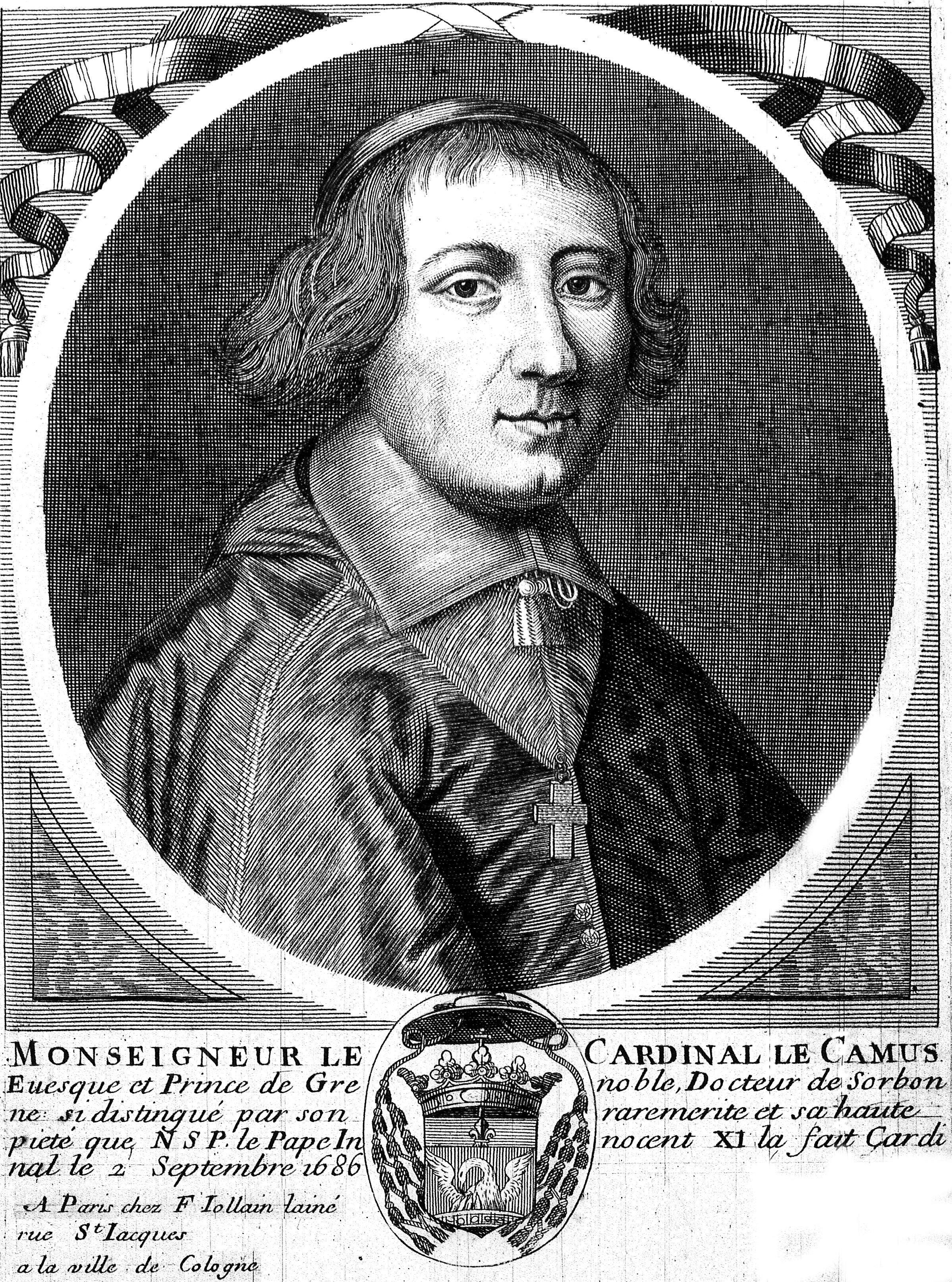
Mgr Le Camus, évêque de Grenoble.

En 1679, la fonderie royale de canons de marine de Saint-Gervais est créée par la marquise de Virieu, dame de Saint-Gervais, à l'initiative de Colbert, ministre de Louis XIV. Un consortium se met en place regroupant quelques familles dauphinoises « éclairées », souvent alliées : les Virieu, Prunier, Sautereau, Barral, Tencin et d'Herculais. Le bois nécessaire au charbon sera fourni en grande partie par la forêt du domaine des Écouges, appartenant au chapitre de Grenoble administré par l'évêque de Grenoble, le futur cardinal Étienne Le Camus qui était un cousin de Colbert.
L'exploitation du bois qui permet de fournir l'alimentation des fonderies va entraîner la surexploitation de l'ancienne forêt de la chartreuse des Écouges. La fonderie ferme en 1862, sous le Second Empire, et la forêt finit par reconquérir le domaine.

### Époque contemporaine
En 1873, la famille Chabert d'Hières devient à son tour détentrice du secteur des Écouges, afin de l'aménager en site agricole. Ses membres y créent une scierie afin d'y exploiter le bois de la forêt.
Ce qui reste de l'église sert de ferme au XIXe siècle puis, investie par les troupes d'occupation allemandes à la recherche de maquisards, celle-ci brûle complètement en 1944.
La vallée, classée Espace Naturel Sensible appartient depuis le 29 novembre 2002 au conseil départemental de l'Isère.

## Personnalités liées à la Chartreuse

### Liste des Prieurs
- Dom Soffred (1116 - ?), premier prieur de la Chartreuse
- Dom Jocelyn (1185 - ?)
- Guy des Échelles (? - 1391), dernier prieur de la Chartreuse

### Liste des Prieures
- Agnès de Bressieux (v. 1115

### Autres personnalités
- Hugues de Grenoble (1053 - 1132)

Selon Guigues Ier, auteur d'une biographie dénommée Vie de l'évêque Saint Hugues, retranscrit par l'historien Albert du Boys, celui-ci présente cet ecclésiastique français qui fut évêque de Grenoble de 1080 à 1132 comme étant à l'origine de la fondation des premiers établissements cartusiens dont celui des Écouges.
- Guigues Ier le Chartreux (1083 - 1136)

Cinquième prieur de la Grande Chartreuse, et législateur de l’ordre des Chartreux. C'est sous son priorat que la décision fut prise d'autoriser d'autres communautés à suivre le mode de vie cartusien

## Patrimoine architectural

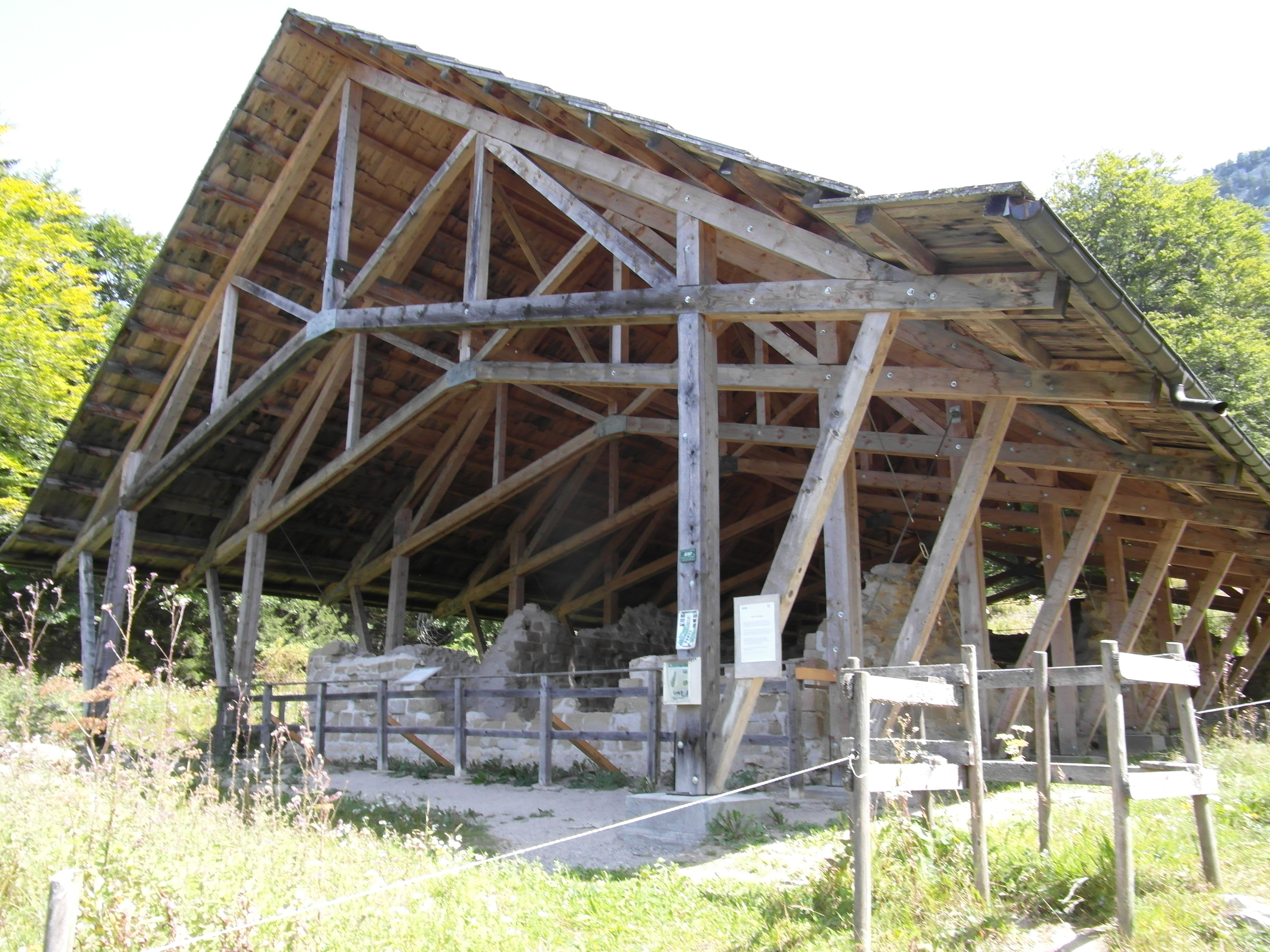
Ruines de l'église de la chartreuse des Écouges sous son abri.

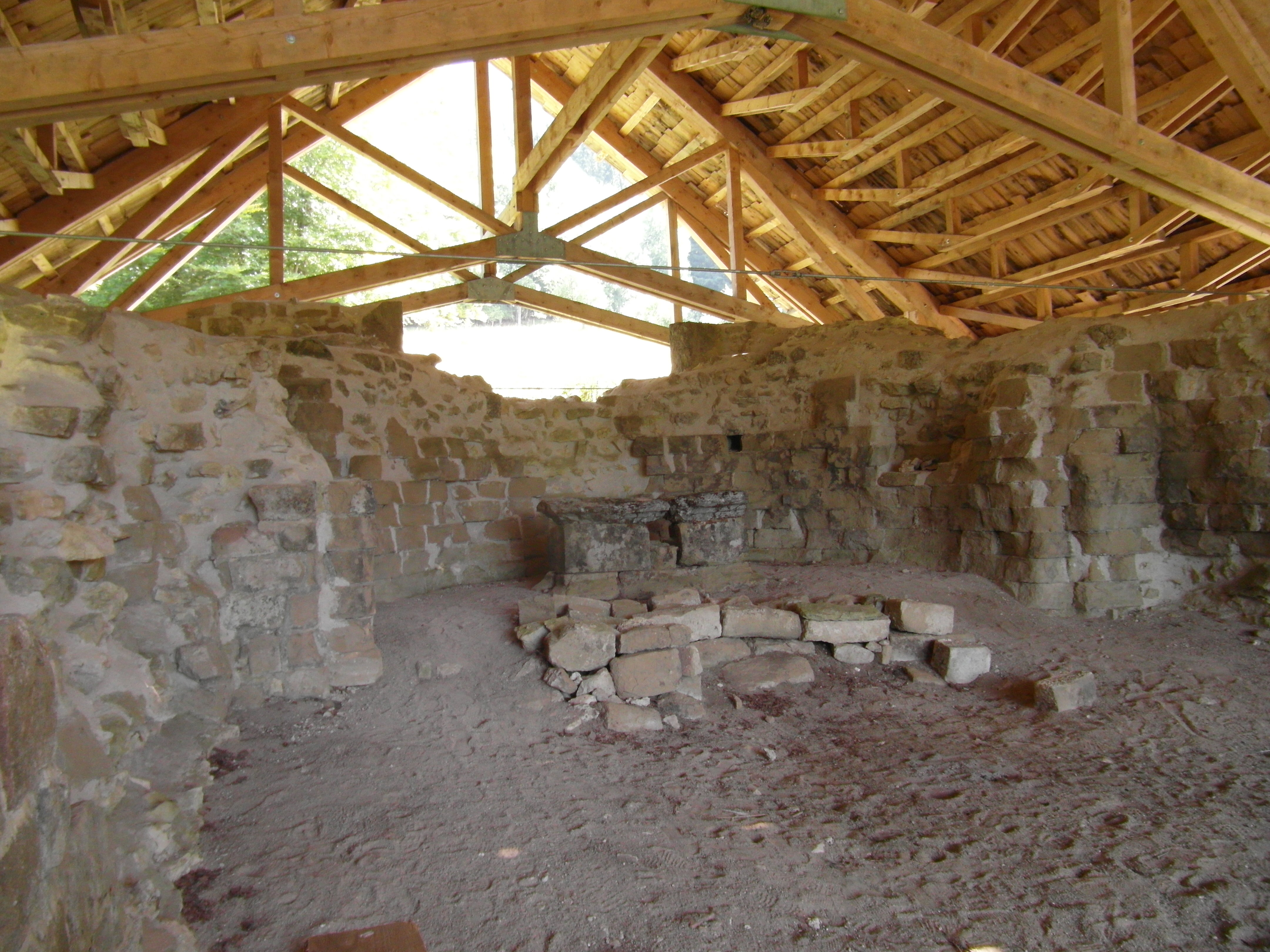
Ruines de l'église en août 2017.

Sur le cadastre du début du XIXe siècle sont encore mentionnées la « Maison Haute », résidence des pères ermites et la « Maison Basse », ou correrie, résidence des convers ou frères laïcs.

### La Maison Haute
Les prospections de 2007, effectué sous l'égide du conseil départemental de l'Isère, ont permis de constater que la  maison haute forme un ensemble de bâtiments dont les proportions correspondent à un quadrilatère de 80 mètres de côté. Cet ensemble comprenait une église, un petit et un grand cloître, un alignement de cellules ainsi que des bâtiments conventuels,.
L'ancienne église se présentait un porche couvert, une nef unique prolongée d'une abside plus étroite, flanquée d'un côté de la sacristie, de l'autre de la bibliothèque conventuelle.
Le petit cloître était un espace communautaire qui comprenait cette galerie qui jouxtait l'église dans sa partie sud (derrière l'abside). Dans cette partie du monastère, il y avait également la bibliothèque conventuelle.
Le grand cloitre était le véritable centre de la vie monastique, cette galerie, plus importante que la précédente, et située au nord-est de l'église, se présentait sous une forme rectangulaire. Le centre de ce lieu servait, à l'instar des autres chartreuses, de cimetière pour la communauté.
Les cellules monacales, individuelles, étaient desservies par cette grande galerie d'environ deux mètres de large reliée au grand cloître abritaient l'ensemble des pères.
D'autres bâtiments conventuels, comme la maison du prieur, s'ordonnaient aussi autour du grand cloître. Toutes ces constructions ont disparu, même si on connaît parfaitement leur emplacement, grâce à une campagne de prospection électrique permettant de mesurer de la résistivité électrique des sols.

### La Maison Basse ou correrie et ses annexes
La correrie se situe à environ sept cents mètres de la Maison Haute, cet ensemble architectural dont il ne reste que quelques rares vestiges, dépendant du monastère, et destiné à l'habitat et aux divers ateliers des frères convers, permettait d'assurer la vie matérielle de l'ensemble monastique, y compris celui de recevoir les visiteurs.
Le moulin de la correrie est situé à proximité de la correrie, au bord d'un ruisseau. Ce bâtiment, autrefois d'une grande taille, est resté dans un remarquable état de conservation, puisque certains de ses murs montent encore à 2,50 mètres de hauteur. Ce moulin a été probablement construit en deux phases entre le début du XIIe et le milieu du XIVe.

### Les bâtiments et structures annexes
Parmi les bâtiments annexes disséminés sur les différentes parties du domaine agricole, on pouvait compter une grange, un moulin à eau, des réservoirs, une charbonnière , une carrière de meules de moulins  qui aurait été en fonction jusqu'au  XVe siècle et aurait produit 200 à 700 meules exportées jusqu'à la vallée du Rhône.

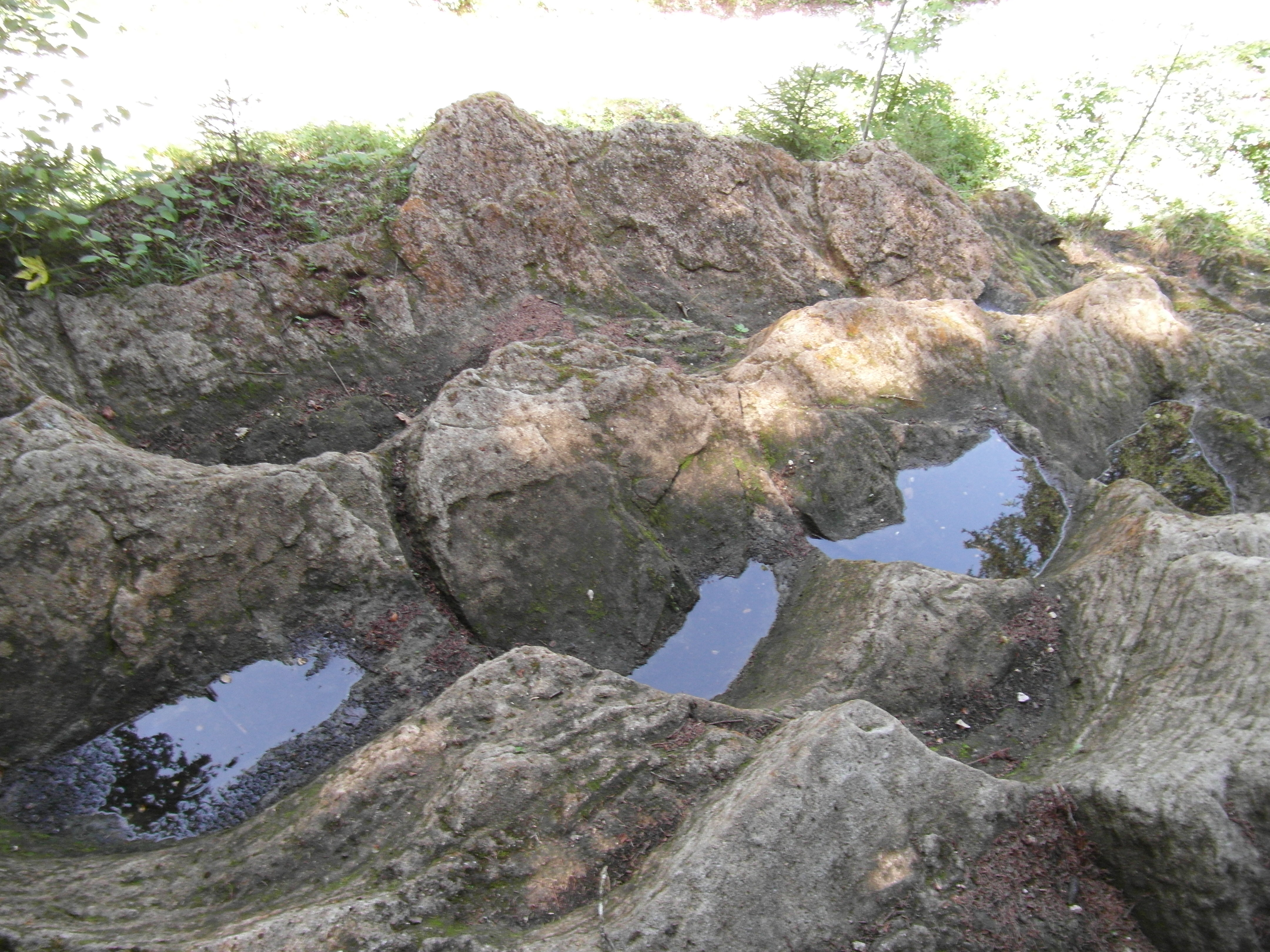
Site de l'ancienne carrière de meules en août 2017.

#### La carrière des meules
Il s'agit d'une carrière d'où l'on extrayait de la pierre servant à faire des meules de moulin. Celle-ci se situe au nord du site de la Chartreuse. Elle fut redécouverte en 2001 et ne laisse apparaître que de rares vestiges. Cette carrière semble antérieure à la fondation de la chartreuse, prouvant que ce secteur était déjà exploité et continuera de l'être après le départ des moines.
Sur ce site, le processus de fabrication des meules est conforme à ce qui est connu pour l'époque médiévale. Les ouvriers extrayaient et tallaient directement les meules dans la roche en forant un trou correspondant au centre de la future meule puis traçaient un cercle d'environ 1,20 à 1,50 mètre de circonférence correspondant à la future meule à créer.
À la suite des premières fouilles d'investigation, les chercheurs s'aperçurent que le nombre de meules produites dans cette carrière dépassait très nettement les besoins locaux ; il est donc évident que ces meules servaient à l'exploitation de moulins dans la vallée de l'Isère.
Les données géologiques et pétrophysiques obtenues sur le site sont les suivantes.
| Lieu de production | Type de roche                                  | SiO2 % | CaO % | Masse volumique (t/m3) | Porosité % | Rc (compression) Mpa |
| ------------------ | ---------------------------------------------- | ------ | ----- | ---------------------- | ---------- | -------------------- |
| Les Écouges        | Grès microconglomératique du Crétacé supérieur | 40,6   | 28,1  | 2,35                   | 11         | 37 à 44              |

#### La charbonnière de Fessoles
Dans le vallon de la Fessoles (commune de La Rivière) à près de 1 300 m d’altitude à la limite des alpages, il existait des sites d'exploitation de charbon de bois qui continuèrent d'être utilisés après la fermeture du monastère, notamment pour la fonderie royale de Saint-Gervais, située dans la vallée de l'Isère.

#### Le moulin des Grandes Routes
Situé au bord du ruisseau des Grandes Routes, à proximité de la carrière des meules, ce moulin à eau, édifié en pierre de taille par les chartreux (certainement à l'emplacement d'un moulin plus ancien) au XIIIe siècle, se présentait comme étant d'assez grandes dimensions. En outre, ce moulin possédait une roue horizontale qui était alimentée dans sa rotation par un canal de dérivation.

#### La grange de Ruisant
Il s'agit d'une grange, aujourd'hui disparue et située sur le territoire de la commune de Rovon, du nom d'un petit torrent, provenant du pied des falaises des Écouges.

#### La grange de Touron
Incendiée (voir chapitre Histoire), puis reconstruite à l'époque médiévale, cette grange était située à proximité du col de Romeyère sur le territoire de la commune de Rencurel.
Après le départ des chartreux, cette grange fut remplacée par une ferme. C'est dans ce nouveau bâtiment agricole que fut tourné le film de Christian Carion sorti en 2001 dénommé Une hirondelle a fait le printemps avec Michel Serrault et Mathilde Seigner dans les rôles principaux.

## Environnement naturel
L'ancienne chartreuse se positionne au niveau d'un chemin d'accès vers l'espace naturel sensible du Domaine des Écouges. Cet espace forestier est également le lieu de vie de chamois, marmottes et d'aigles royaux. Le « Prince des Ecouges », un hêtre monumental du Vercors, vieux de 350 ans, est situé dans la réserve naturelle des Ecouges. Il s'agit du hêtre le plus volumineux connu à ce jour dans le département de l’Isère. Il s'est développé dans un milieu naturel sans l'aide de l'homme.